# Miss Surda Brasil 2013
Miss Surda Brasil 2013 foi a segunda edição do concurso nacional Miss Surda Brasil que tem o intuito de eleger, dentre todas as candidatas deficiente auditivas dos estados participantes, a que melhor possa representar a beleza e a cultura do seu país no Miss Deaf World e Miss Deaf International. O evento ocorreu no Clube Ideal, em Fortaleza, estado do Ceará. Foram 19 candidatas disputando pelo primeiro título, conquistado pela paranaense Thaisy Payo. 

## Resultados
| Colocação         | Estado                                |
| Miss Surda Brasil | - Paraná - Thaisy Payo                |
| 2º. Lugar         | - Mato Grosso do Sul - Laís Gonçalves |
| 3º. Lugar         | - Rio Grande do Norte - Isabel Maia   |

### Premiação Especial
- O concurso distribuiu somente duas premiações este ano:

| Colocação           | Estado                            |
| Miss Simpatia       | - Santa Catarina - Luana Ouriques |
| Melhor Traje Típico | - Amazonas - Danielle Cruz        |

## Disputa Internacional

### Miss Deaf World
Ela disputou o municipal, o estadual e o nacional, obtendo vitórias absolutadas em todas as etapas. Thayse não descansou até que obtivesse o título máximo de uma candidata surda em competições de beleza. Em Julho do mesmo ano, ela venceu, em evento realizado em Praga, na República Tcheca, o título de Miss Deaf World, ultrapassando mais de trinta candidatas aspirantes ao título máximo. Sua vitória foi merecida e muito comemorada pela organização do evento nacional, visto que ela é a primeira a obter tal título nunca antes visto no país. 

## Candidatas
- Todas as dezenove candidatas aspirantes ao título nacional estão listadas corretamente abaixo: [3]

| Miss Surda Brasil 2013 |                     |                   |       |        |
| Num.                   | Estado              | Candidata         | Idade | Altura |
| 01                     | Amazonas            | Danielle Cruz     | 21    | 1.65   |
| 02                     | Bahia               | Jéssica Meirelles | 22    | 1.72   |
| 03                     | Ceará               | Rafaella Sousa    | 19    | 1.62   |
| 04                     | Distrito Federal    | Ana Paula         | 22    | 1.72   |
| 05                     | Espírito Santo      | Marta Silva       | 19    | 1.66   |
| 06                     | Maranhão            | Denise Daniela    | 20    | 1.72   |
| 07                     | Mato Grosso         | Osilene Silva     | 24    | 1.59   |
| 08                     | Mato Grosso do Sul  | Laís Gonçalves    | 21    | 1.65   |
| 09                     | Minas Gerais        | Larissa Gomes     | 19    | 1.66   |
| 10                     | Paraná              | Thaisy Payo       | 24    | 1.72   |
| 11                     | Pará                | Milla Munik       | 17    | 1.66   |
| 12                     | Pernambuco          | Jéssica Souza     | 19    | 1.64   |
| 13                     | Rio de Janeiro      | Luanna Potzmann   | 24    | 1.63   |
| 14                     | Rio Grande do Norte | Isabel Maia       | 22    | 1.72   |
| 15                     | Rio Grande do Sul   | Milena Winck      | 19    | 1.60   |
| 16                     | Rondônia            | Joana Alessandra  | 19    | 1.60   |
| 17                     | Santa Catarina      | Luana Ouriques    | 22    | 1.59   |
| 18                     | São Paulo           | Ana Carolina      | 27    | 1.60   |
| 19                     | Sergipe             | Maria Aparecida   | 27    | 1.65   |